# Tiếng Surigaonon
Tiếng Surigaonon là ngôn ngữ của người Surigaonon ở Surigao del Norte, quần đảo Dinagat, Surigao del Sur, một số nơi tại Agusan del Norte (những thị trấn gần hồ Mainit), Agusan del Sur và Davao Oriental.

## Phân loại
Tiếng Surigaonon là một ngôn ngữ Bisaya. Nó chịu ảnh hưởng nặng của tiếng Cebu do sự lan rộng của người nói tiếng Cebu trong vùng. Song, người nói tiếng Cebu khó có thể nói tiếng Surigaonon, trừ trường hợp người đã sống ở vùng nói tiếng Surigaonon nhiều năm.
Tiếng Surigaonon có quan hệ gần với tiếng Tausug của Sulu và tiếng Butuanon của Butuan.

## Phân dạng
Tandaganon (cũng gọi là Tinandag, Naturalis, Tagon-on) là một dạng ngôn ngữ nói ở các đơn vị hành chính Thành phố Tandag, San Miguel, Tago, Bayabas, Cagwait, Marihatag, San Agustin, và Lianga của Surigao del Sur. Nó có thể được coi là một ngôn ngữ riêng hoặc một phương ngữ nam của tiếng Surigaonon. Có chừng 100.000 người nói.
Surigaonon (còn gọi là Jaun-Jaun, Waya-Waya) "lõi/thực sự" là phương ngữ bắc (Surigao del Norte), với khoảng 400.000 người nói. Người nói Surigaonon sống khắp Surigao del Norte, bắc Surigao del Sur, bắc Agusan del Norte. Người nói Surigaonon và Tandaganon hiểu nhau khá dễ dàng, dù nếu họ nói bằng thổ ngữ khác nhau.

## Âm vị học
Theo Dumanig (2005), tiếng Surigaonon có hệ thống âm vị tương tự những ngôn ngữ Bisaya chị em.

### Nguyên âm
Bên dưới là hệ thống nguyên âm tiếng Surigaonon (Dumanig, 2005):
|      | Trước | Giữa | Sau |
| ---- | ----- | ---- | --- |
| Đóng | i     |      | u   |
| Vừa  | ɛ     |      | o   |
| Mở   |       | a    |     |

### Phụ âm
Bên dưới là hệ thống phụ âm tiếng Surigaonon (Dumanig, 2005).
|           |           | Đôi môi | Răng | Vòm | Ngạc mềm | Thanh hầu |
| --------- | --------- | ------- | ---- | --- | -------- | --------- |
| Mũi       | Mũi       | m       | n    |     | ŋ        |           |
| Tắc       | Vô thanh  | p       | t    |     | k        | ʔ         |
| Tắc       | Hữu thanh | b       | d    |     | ɡ        |           |
| Xát       | Xát       |         | s    |     |          | h         |
| Vỗ        | Vỗ        |         | ɾ    |     |          |           |
| Cạnh lưỡi | Cạnh lưỡi |         | l    |     |          |           |
| Tiếp cận  | Tiếp cận  | w       |      | j   |          |           |